# Емил Анчев
Емил Анчев е български барабанист и рок музикант.
Той е създател на група „Конкурент“, която е сред култовите български рок-групи от началото на 1990-те години. Групата е изнесла стотици концерти в страната и в чужбина, участвала е в много телевизионни и радиопредавания.